# Odacanthini
Odacanthini es una tribu de coleópteros adéfagos de la familia Carabidae.

## Géneros
Tiene los siguientes géneros:
| - Anasis - Andrewesia - Arame - Archicolliuris - Asios - Aulacolius - Basistichus - Clarencia - Colliuris - Cosnania - Crassacantha - Cryptocolliuris | - Deipyrodes - Dicraspeda - Dobodura - Erectocolliuris - Eucolliuris - Eudalia - Gestroania - Giachinoana - Lachnothorax - Lasiocera | - Mimocolliuris - Myrmecodemus - Neoeudalia - Odacantha - Polydamasium - Porocara - Protocolliuris - Renneria - Smeringocera - Stenidia - Tricharnhemia |